# 다테 쓰나무라

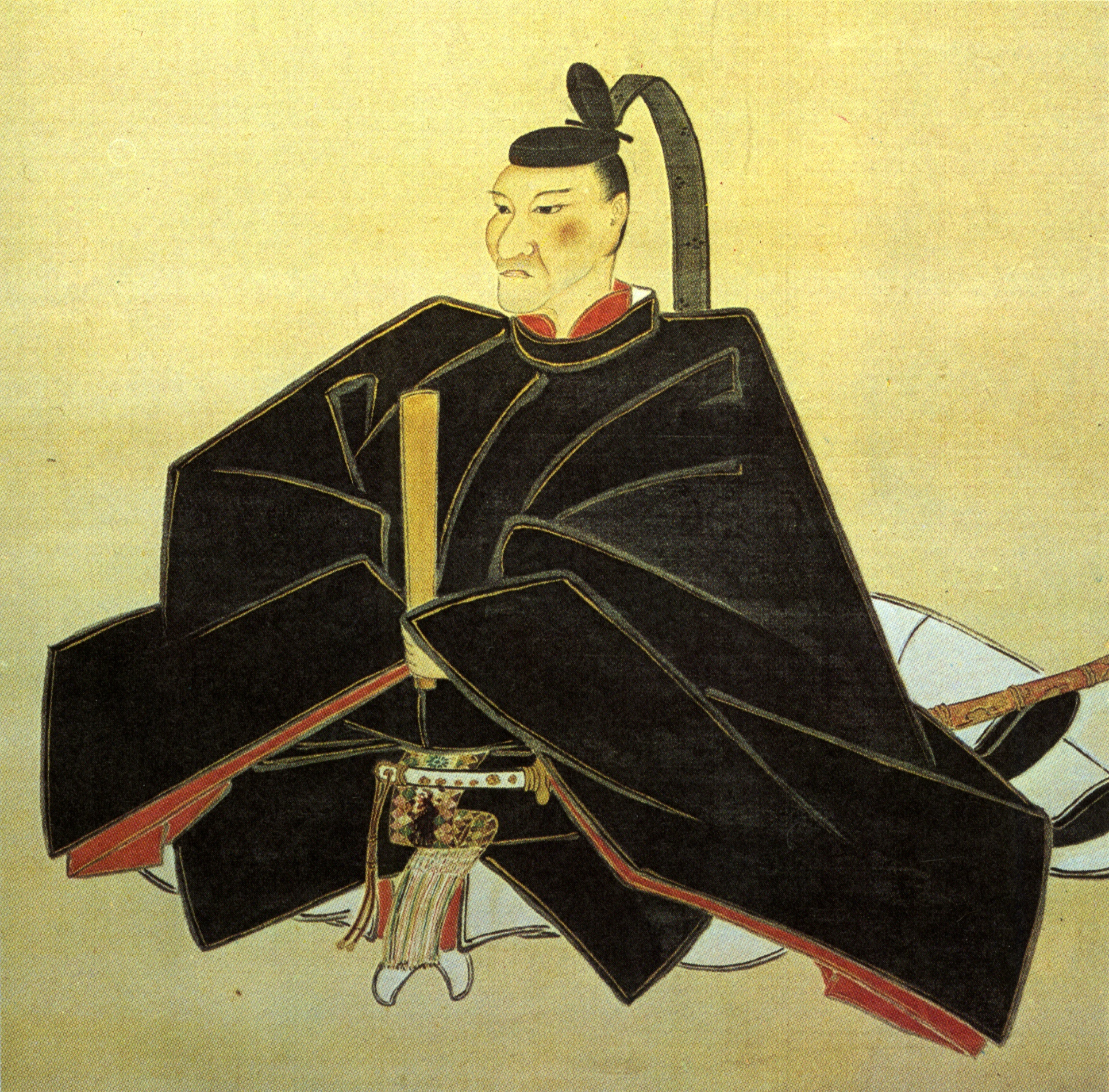
다테 쓰나무라

다테 쓰나무라(일본어: 伊達綱村, 1659년 4월 29일 ~ 1719년 8월 5일)는 일본 에도 시대의 다이묘로, 센다이번의 4대 번주이자, 다테 가문의 20대 당주이다. 어릴적 이름은 가메치요마루(亀千代丸), 소지로(総次郎)이며, 초명은 쓰나모토(綱基)였다.
만지 2년(1659년) 음력 3월 8일, 3대 번주 다테 쓰나무네의 맏아들로 태어났다. 이듬해 쓰나무네가 막부에 의해 강제 은거당하면서 겨우 두 살의 나이로 가문을 계승하여 번주직에 취임했다. 그러나 두 살짜리 번주가 번의 정치를 돌보는 것은 불가능했기 때문에, 쓰나무네의 숙부인 이치노세키번주 다테 무네카쓰와 쓰나무라의 숙부인 이와누마번주 다무라 무네요시 등이 후견인이 되었다. 하지만 선대로부터 이어진 가신단 세력의 대립과 무네카쓰의 전횡이 계속되면서 다테 가문에는 혼란이 끊이지 않았다. 심지어는 간분 6년(1666년)에는 쓰나무라의 독살 기도 사건이 일어나기도 했다. 이렇게 혼란한 와중에 간분 11년(1671년), 다테 소동이 발발하여, 다테 가문은 철폐 위기에 놓이게 되었지만, 쓰나무라는 아직 나이가 어리다는 이유로 막부의 조치를 면하였고 무네카쓰를 비롯한 관계자들은 처벌당함으로써 영지 몰수의 위기는 넘겼다.
이후 쓰나무라는 직접 정무를 보기 시작하였다. 먼저 방풍림을 설치하고 운하를 개발하는 등의 사업을 통해 큰 성과를 거두었다. 유학을 배우고 많은 학자들을 초빙하여 번의 역사를 편찬하는 데에 주력하는 한편, 불교에 귀의하여 사원 건립과 신사 조영에도 힘썼다. 그리하여 '센다이 번 중흥의 명군'이라는 칭송을 받았으나, 사원과 신사 건축을 비롯하여 시행한 각종 개혁 사업이 오히려 재정을 압박하게 되었다. 이를 해결하고자 덴나 3년(1683년)에 번찰을 발행하였으나 도리어 물가의 상승을 유발해 번의 재정을 더욱 악화시켰다.
같은 해, 히라이즈미에 있는 미나모토노 요시쓰네가 머물던 터에 기케이도를 건립했다. 겐로쿠 6년(1693년), 쓰나무라 중심의 번주 전제 정치에 다테 일족이 반발하여 간언하기에 이르렀다. 쓰나무라는 이에 사죄장을 작성하였다. 하지만 여전히 쓰나무라의 정치 입장은 바뀌지 않았고, 겐로쿠 10년(1697년), 가신단은 쓰나무라의 강제 은거를 계획하였지만, 친족 이나바 마사미치 등의 반대로 좌절하였다. 겐로쿠 16년(1703년), 다테 무네후사의 맏아들인 요시무라를 양자로 삼아 번주 자리를 물려주고 은거하였다. 교호 4년(1719년)에 사망하였다.
| 전임 다테 쓰나무네 | 제4대 센다이번 번주 1660년 ~ 1703년 | 후임 다테 요시무라 |